# Venturia hexados
Venturia hexados är en stekelart som beskrevs av Maheshwary 1977. Venturia hexados ingår i släktet Venturia och familjen brokparasitsteklar. Inga underarter finns listade i Catalogue of Life.